# Nordendorffibulan
Nordendorffibulan (Nordenborffibulan I och II) är två alemanniska runristade fibulor, funna vid Nordendorf i närheten av Augsburg i Bayern, Tyskland. De är båda daterade till ca. 600–650 e.Kr. Runristningen på fibula I är en av de få samtida primärkällor som finns rörande hednisk germansk religion.

## Nordendorffibulan I

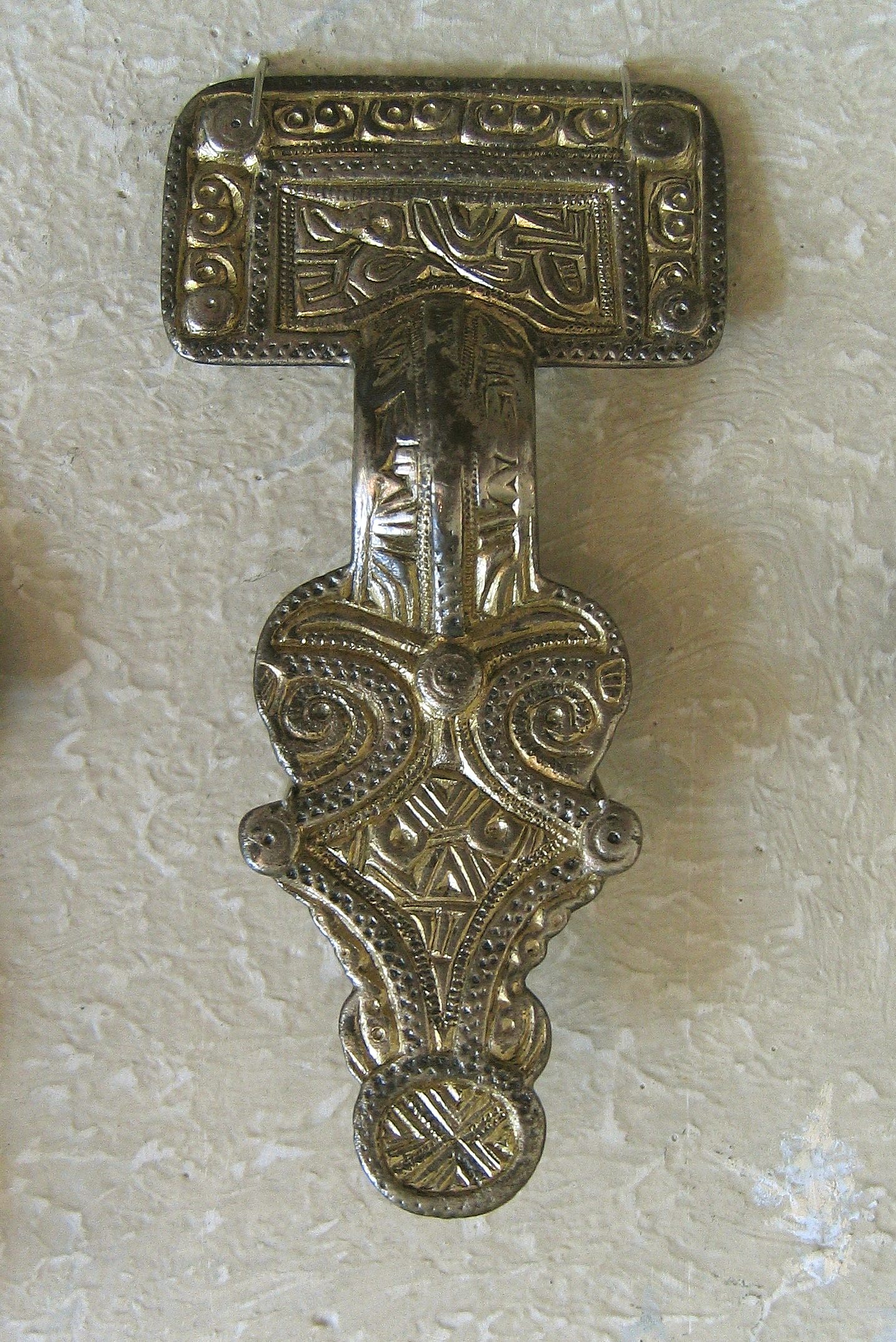
Nordendorffibulan I

### Inskription
Inskriptionen innehåller gudanamnen Wodan (Oden), alemannernas högsta gud, samt Donar (Tor), åskguden, och är skriven med den äldre futharken:
logaþorewodanwigiþonar
Detta läses som:
Logaþore Wodan Wigiþonar

### Logaþore
Det anses som troligt att Logaþore är namnet på ännu en gud, och således kopplas till en gudomlig triad, men ingen källa till det finns i det man vet kring sydgermansk mytologi. Logaþore kan antingen ha varit en lokal gud, eller något helt annat. Både Lodur och Loke har dock blivit föreslagna, men den etymologiska bakgrunden är spekulativ.
Klaus Düwel har tolkat logaþore som "magiker, trollkarl" och har föreslagit översättningen: "Wodan och Donar är magiker/trollkarlar", vilket skulle kunna ses som en tidig kristen skyddsformel mot gamla gudar, eller, å andra sidan, en åkallan av gudarnas välvilja eller hälsobringande makt av en fortfarande hednisk person..

## Nordendorffibulan II

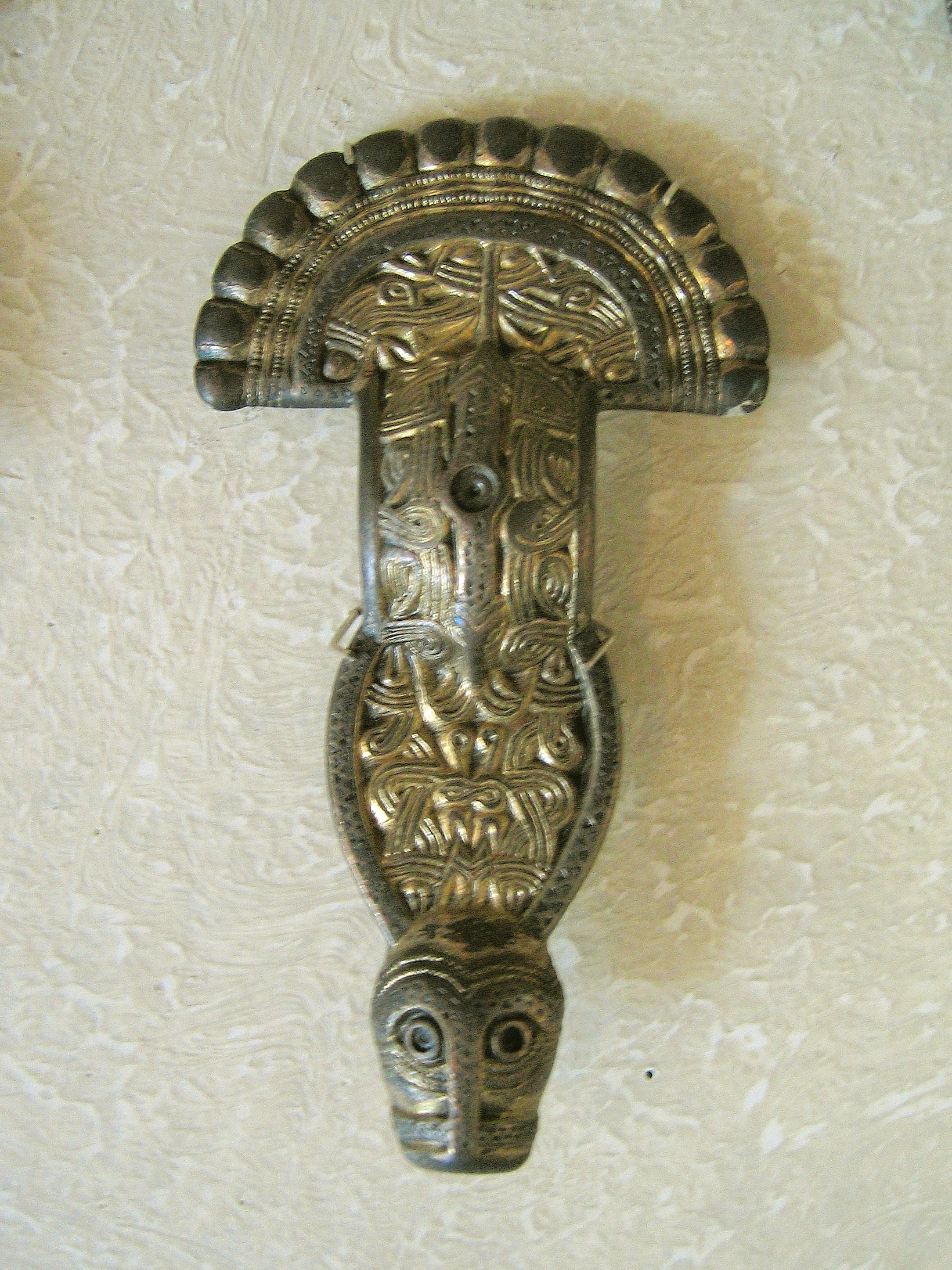
Nordendorffibualn II

Fibulan har en kort, delvis oläslig, inskrift som lyder:
?irl?ioel?
Inskriften har tolats som birl[i]n io elk, vilket kan översättas "(liten) björn och älg".